# Ustavno pravo
Ustavno pravo je pravo, ki ureja človekove pravice in svoboščine, organizacijo državne oblasti, bistvene prvine pravnega življenja, ekonomska razmerja in odnose med državo in nedržavnimi političnimi subjekti (politične stranke, različna združenja, interesne skupine...). Ustavno pravo preučuje materialne in formalne vire (kolikor obstajajo) v državi in primerjalnopravno ustavnopravne ureditve v drugi državah. Najpomembnejši vir ustavnega prava so ustave, kot pravni akti z največjo pravno veljavo, ki se sprejemajo in spreminjajo po za državo posebej občutljivem postopku.
Ustavno pravo umešča ostale veje prava in opredeli ureditev države, zato so strokovni zaključki o interpretaciji ustave kot tudi odločitve ustavnega sodišča pomembni viri tudi za politične odločitve.
Globalizem in prisotnost mednarodnega prava so položaj ustave za državo zapletle, saj mora država poleg prilagajanja zakonodaje ustavnim normam biti omejena tudi s podpisi mednarodnih pogodb in konvencij. Ustavno pravo mora tako tudi določati razmerje med mednarodnimi viri prava in državno ureditvijo kot jo določa sama ustava.

### Ustavno načelo sorazmernosti
Eno najpomembnejših načel ustavnega prava je ustavno načelo sorazmernosti. Ustavno sodišče se po zgledu Ustavnega sodišča Nemčije in Evropskega sodišča za človekove pravice poslužuje testa sorazmernosti, s katerim ugotavlja, ali so organi oblasti spoštovali načelo sorazmernosti. Test sorazmernosti je ocena sodišča o tem ali je poseg v obravnavane človekove pravice prekomeren. Sodišča ocenjujejo, ali je poseg bil sorazmeren z zasledovanim legitimnim ciljem (“proportionate to the legitimate aim pursued"). Test je sestavljen iz treh vidikov. Če poseg prestane vse tri vidike, je ustavno dopusten. Test sorazmernosti je razširjen po svetu in se uporablja v nekoliko različnih oblikah, a običajno je sestavljen s treh, štirih ali petih korakov:
- Ali je ocenjevani poseg bil predviden z zakonom?

- Ali je poseg zasledoval legitimen cilj?

- Ali je poseg nujen za dosego cilja (ali se ne bi dalo doseči cilja z blažjim ukrepom)?

- Ali je poseg primeren za dosego zasledovanega cilja (ali je zasledovani cilj s posegom dejansko mogoče doseči)?

- Ali je teža posledic posega v prizadeto človekovo pravico proporcionalna vrednosti zasledovanega cilja oziroma koristim, ki bodo zaradi posega nastale (načelo sorazmernosti v ožjem pomenu oziroma načelo proporcionalnosti)?